# عبد المطلب الطريدي
عبد المطلب صالح الطريدي (ولد 15 مايو 1982) ظهير أيمن سعودي ، ويعد من أفضل الاظهرة السعوديين، تقدم لكلية المعلمين في الدمام وتم قبوله في تخصص الرياضيات.
لعب لأندية الخويلدية والقادسية والاتحاد والاتفاق والفتح والصفا والهداية والسلام والنور.

## الحياة الشخصية
عبد المطلب هو شقيق اللاعب حسن الطريدي وتزوج عبد المطلب من كريمة خاله فؤاد أحمد محمد المياد في 30 أغسطس 2008.

## مع المنتخب
شارك عبد المطلب الطريدي مع المنتخب السعودي في بطولة كأس الخليج الثامنة عشر 2007 في الإمارات حيث ساهم بتأهل المنتخب السعودي لنصف نهائي البطولة، وخرج المنتخب السعودي من بطولة أمام الإمارات في نصف النهائي البطولة.

## مع النادي
بدأ اللاعب عبد المطلب الطريدي مع نادي الخويلدية وانتقل بعده إلى نادي القادسية ولمع بريقه بالقادسية وكان من أبرز اللاعبين في ذلك الوقت وفي عام 2008 وبعد تنافس شديد بين نادي الهلال ونادي الاتحاد أعلنت إدارة الهلال بعد ما رفع نادي القادسية سعره وبعدها انتقل إلى نادي الاتحاد مقابل ستة ملايين، مليونين منها للاعب وأربعة للنادي القدساوي مدفوعة على فترات، ولكن مدرب النادي الاتحادي لم يقتنع باللاعب وخرج اللاعب من الاتحاد في عام 2009 وانتقل إلى الاتفاق السعودي ليكون بديلاً للاعب راشد الرهيب، ولمدة ثلاث مواسم الطريدي اتفاقي.

## روابط خارجية
- عبد المطلب الطريدي على موقع Soccerway.com (الإنجليزية)